# Осотно (озеро)
Осо́тно (бел. Асо́тна) — озеро в Городокском районе Витебской области Белоруссии. Относится к бассейну реки Свина́.

## Описание
Озеро Осотно расположено в 38 км к северо-западу от города Городок, в 5 км к северо-западу от деревни Холомерье, посреди лесного массива.
Площадь поверхности водоёма составляет 0,23 км². Длина — 1,32 км, наибольшая ширина — 0,25 км. Длина береговой линии — 2,8 км. Площадь водосбора — 1,75 км².
Котловина лощинного типа, вытянутая с севера на юг. Склоны крутые; высота достигает 25 м, в северной части понижается до 10 м. Берега сливаются со склонами. Береговая линия сильно извилистая.
Водоём слабопроточный. Из северной части вытекают два ручья. Один из них впадает в реку Чернец, другой — в озеро Большие Тоболы.